# Pyrgulina phohaiensis
Pyrgulina phohaiensis is een slakkensoort uit de familie van de Pyramidellidae. De wetenschappelijke naam van de soort is voor het eerst geldig gepubliceerd in 1958 door Saurin.